# Marcel Jacquot de Mercey
Pour les articles homonymes, voir Mercey (homonymie).
Marcel Jacquot de Mercey est un homme politique français né le 9 mars 1778 à Besançon (Doubs) et mort le 1er novembre 1861 à Besançon.

## Biographie
Avocat, il est député du Doubs en 1827 et démissionne dans l'année.

## Sources
- « Marcel Jacquot de Mercey », dans Adolphe Robert et Gaston Cougny, Dictionnaire des parlementaires français, Edgar Bourloton, 1889-1891 [détail de l’édition]